# Ústí nad Labem (região)
Ústí nad Labem (tcheco: Ústecký kraj) é uma região da República Tcheca. Sua capital é a cidade de Ústí nad Labem.

## Distritos
- Chomutov
- Děčín
- Louny
- Litoměřice
- Most
- Teplice
- Ústí nad Labem